# Odrynki

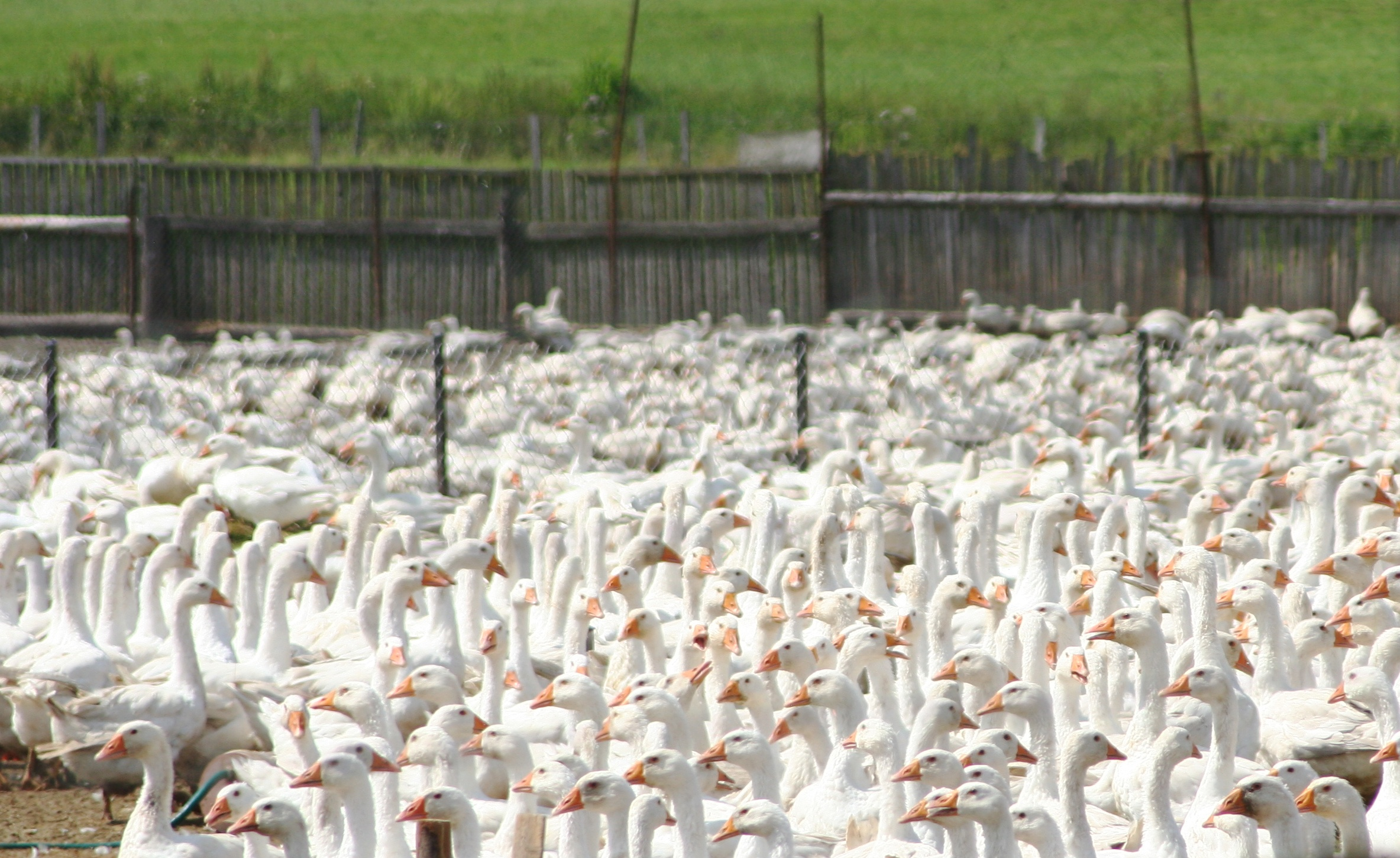
Ferma gęsi w Odrynkach

Odrynki (białorus. Адрынкі) – wieś w Polsce położona w województwie podlaskim, w powiecie hajnowskim, w gminie Narew.
W latach 1975–1998 miejscowość administracyjnie należała do województwa białostockiego.
Prawosławni mieszkańcy wsi należą do parafii Podwyższenia Krzyża Pańskiego w Narwi, a wierni kościoła rzymskokatolickiego do parafii Wniebowzięcia Najświętszej Maryi Panny i św. Stanisława Biskupa i Męczennika w Narwi.

## O wsi
Wieś powstała w XVII wieku.
W rejonie wsi (w uroczysku Kudak) powstał prawosławny skit Świętych Antoniego i Teodozjusza Pieczerskich; pierwsze nabożeństwo odbyło się w czerwcu 2009 roku. Pustelnia odnosi się do bogatych tradycji monastycznych wschodniego chrześcijaństwa w tej okolicy. W pobliżu Odrynek w latach 1574–1824 istniał klasztor prawosławny pw. Wniebowstąpienia Pańskiego, który nigdy nie przyjął postanowień unii brzeskiej. Jeszcze do 1916 tereny pomonasterskie zamieszkiwał pustelnik Trofim Dubko pochodzący z pobliskiej Chrabostówki.
Według Powszechnego Spisu Ludności z 1921 roku wieś Odrynki liczyła 35 domów i zamieszkiwana była przez 187 osób (85 kobiet i 102 mężczyzn). Większość mieszkańców Odrynek (103 osoby) zadeklarowała wówczas wyznanie prawosławne, pozostali podali kolejno: wyznanie rzymskokatolickie (69 osób) oraz wyznanie mojżeszowe (15 osób). Pod względem narodowościowym większość mieszkańców stanowili Białorusini (109 osób), pozostali to Polacy (78 osób). W okresie międzywojennym miejscowość znajdowała się w powiecie bielskim.
Współcześnie wieś posiada charakter dwuwyznaniowy. W strukturze Kościoła rzymskokatolickiego miejscowość podlega parafii Wniebowzięcia Najświętszej Maryi Panny i św. Stanisława Biskupa i Męczennika w Narwi, zaś w strukturach Kościoła prawosławnego wieś podlega parafii pw. Podwyższenia Krzyża Pańskiego w Narwi.
Przez miejscowość przechodzą szlaki: Podlaski Szlak Bociani oraz Szlak Doliny Narwi. Odrynki skomunikowane są z gminną miejscowością Narew, dzięki linii nr 253 PKS Siemiatycze. Miejscowość zagrożona jest powodzią, ze względu na bliskie położenie względem rzeki Narew. 12 gospodarstw znajduje się w strefie do ewakuacji w przypadku powodzi.
W Odrynkach działa Ochotnicza Straż Pożarna, znajduje się w niej także ferma gęsi.
W miejscowości znajduje się cmentarz prawosławny założony w 1975.

## Zabytki
- drewniana cerkiew prawosławna pod wezwaniem św. Apostoła Jana Teologa, cmentarna, podlegająca parafii w Narwi, XVIII–XIX, nr rej.:382 z 18.11.1976[21].

## Związani z Odrynkami
- Jeremiasz (Anchimiuk) (1943–2017) – prawosławny duchowny, arcybiskup, ordynariusz diecezji wrocławsko-szczecińskiej, urodzony w Odrynkach
- Gabriel (Giba) (1962–2018) – prawosławny duchowny, archimandryta i doktor nauk teologicznych, założyciel skitu w Odrynkach[22]

## Galeria zdjęć

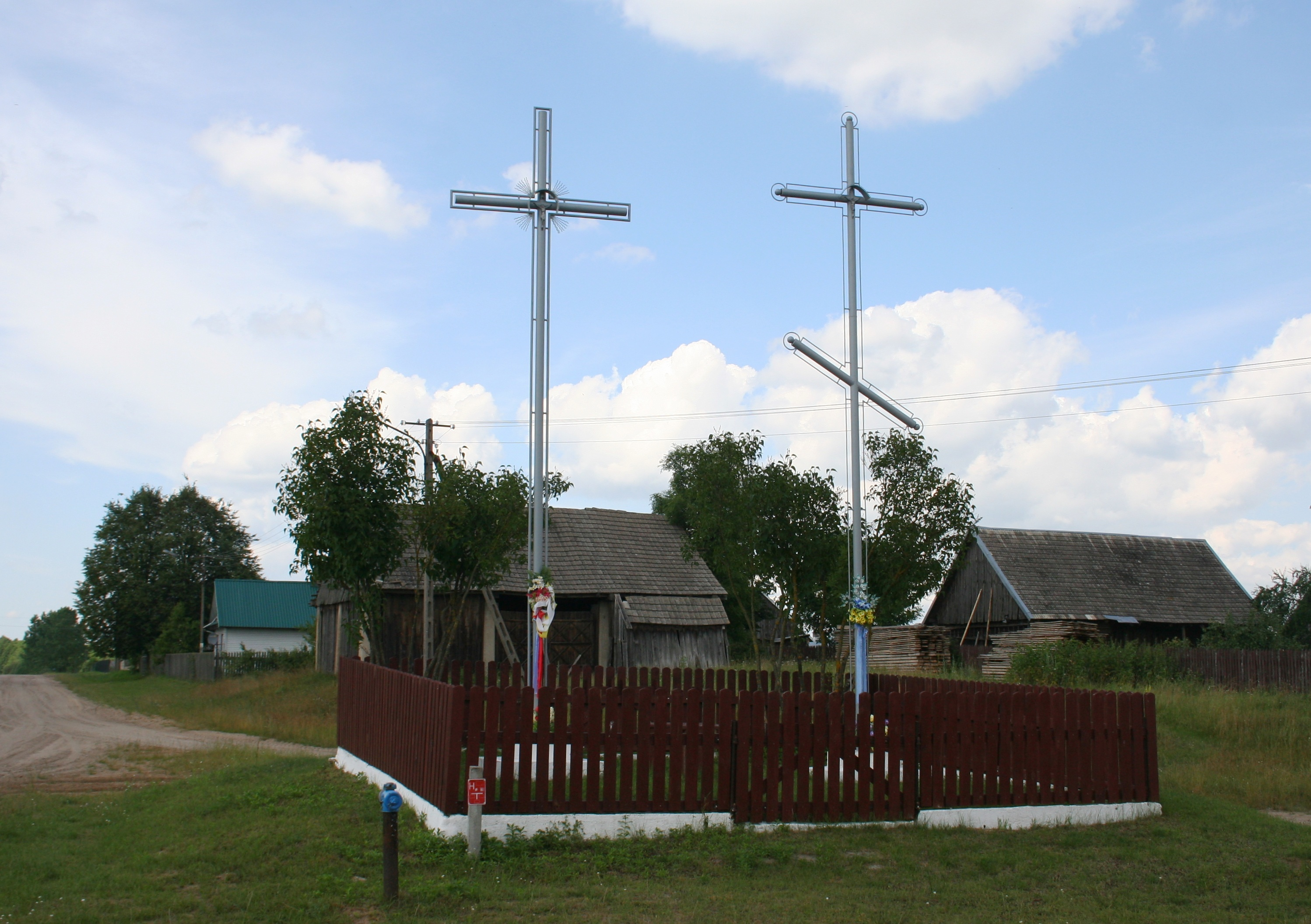
Przydrożne krzyże w centrum wsi
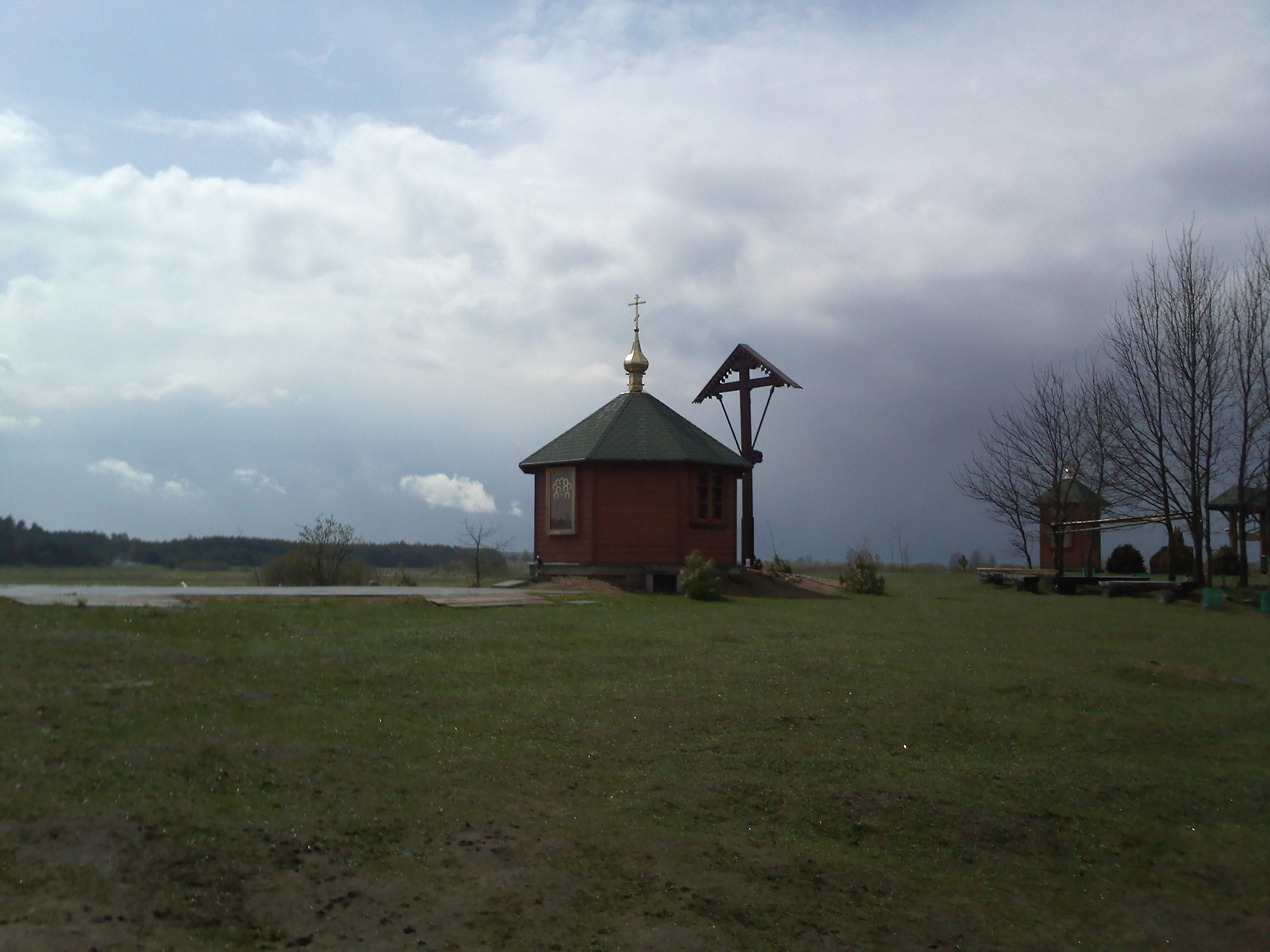
Skit w Odrynkach
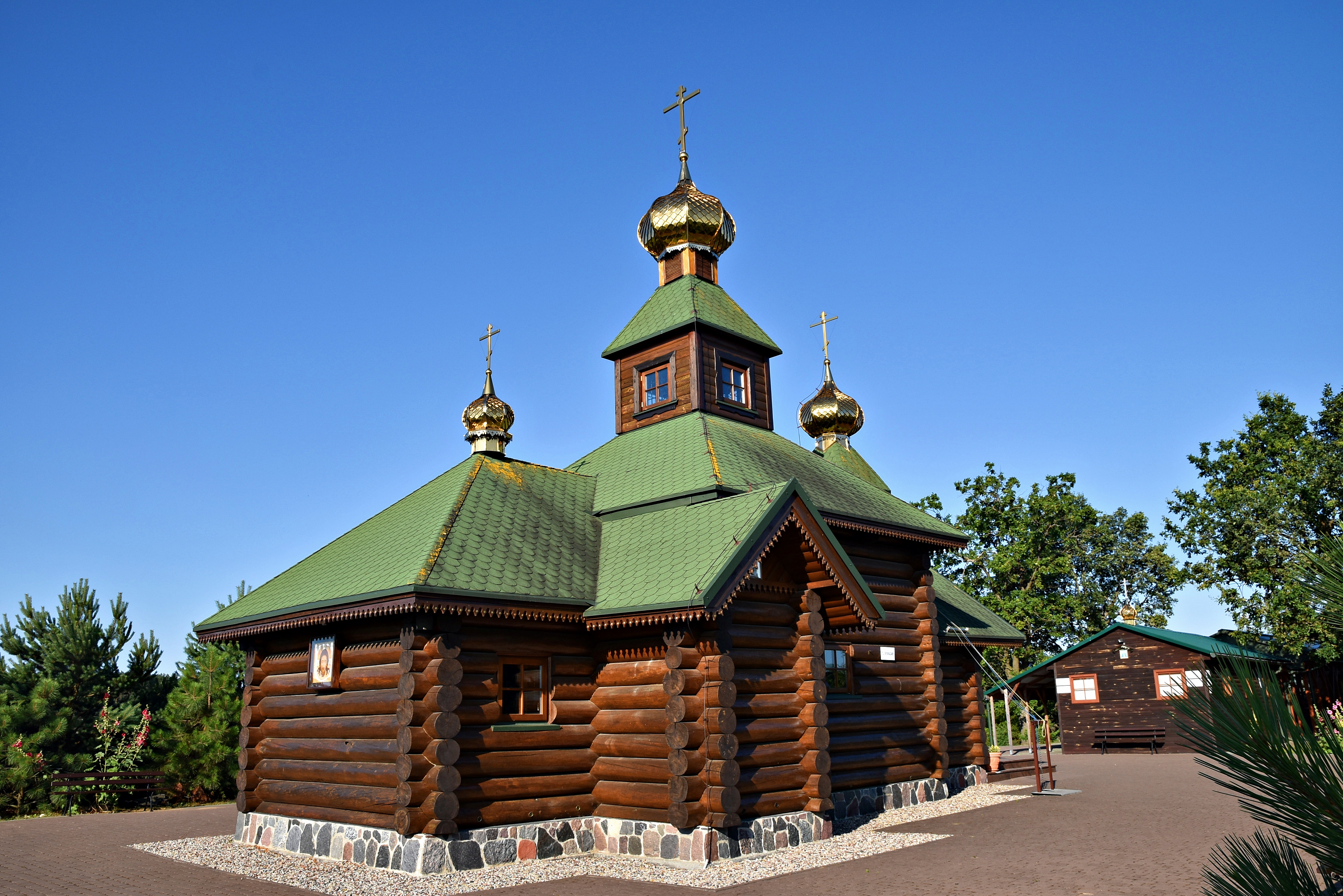
Cerkiew Opieki Matki Bożej na terenie skitu